# Danjiangkou Shuiku
Danjiangkou Shuiku är en reservoar i Kina. Den ligger i den centrala delen av landet, 900 km sydväst om huvudstaden Peking. Danjiangkou Shuiku ligger 134 meter över havet. Arean är 287 kvadratkilometer. Trakten runt Danjiangkou Shuiku består till största delen av jordbruksmark. Den sträcker sig 36,9 kilometer i nord-sydlig riktning, och 57,5 kilometer i öst-västlig riktning.
Följande samhällen ligger vid Danjiangkou Shuiku:
- Danjiangkou (92 008 invånare)